# BBC Radio nan Gàidheal
BBC Radio nan Gàidheal ist ein schottisch-gälisches Programm, das von BBC Scotland produziert wird. Die Sendestudios befinden sich in Stornoway auf den Äußeren Hebriden. Es ist das einzige Radioprogramm in schottisch-gälischer Sprache und neben dem irischen Schwesterprogramm RTÉ Raidió na Gaeltachta das einzige Radioprogramm in einer gälischen Sprache überhaupt.
Es wird ca. 12 Stunden am Tag (mit Sendelücken nachmittags sowie nachts) gesendet, außerhalb der Sendezeiten wird das englischsprachige BBC Radio Scotland übernommen. Das Programm besteht aus Nachrichten, politischen Debatten, aber auch Musiksendungen, die teilweise von den Studios der BBC Scotland in Inverness und Glasgow gesendet werden. Daneben nimmt die Sportberichterstattung der schottischen Ligen einen festen Sendeplatz ein. Es gibt auch Kindersendungen und Sprachkurse für Fremdsprachler.
Das Programm ist in Schottland flächendeckend auf UKW zu empfangen.

## Geschichte
Schottische Programme in gälischer Sprache werden in Schottland seit 1923 ausgestrahlt, und die gälischsprachige Abteilung der BBC wurde 1935 gegründet. Am 17. Mai 1976 startete BBC Radio Highland mit einer Reihe von gälischen Programmen – BBC Radio na Gaidhealtachd – und am 5. Oktober 1979 wurde der schottisch-gälische Dienst BBC Radio nan Eilean in Stornoway gegründet. Am 1. Oktober 1985 schlossen sich diese beiden getrennten Dienste zu Radio nan Gàidheal zusammen. Der Hauptsitz von BBC Radio nan Gàidheal befindet sich in der Seaforth Road in Stornoway, nachdem er im Juni 2014 aus den Studios in der Church Street umgezogen war.

## Programm

### Nachrichten und Talkshows

#### Nachrichten
Die Nachrichten (schottisch-gälisch: Naidheachdan) werden in dreiminütigen Bulletins zu jeder vollen Stunde zwischen 8 und 16 Uhr unter der Woche und dreimal täglich am Wochenende gesendet.
Zu den Sendungen mit anderen lokalen und nationalen Nachrichten gehören:
- Aithris na Maidne – Die wichtigste morgendliche Nachrichtensendung von Radio nan Gàidheal mit aktuellen Themen. Sie wird von Seumas Dòmhnallach und Dòmhnall Moireasdan von 7:30 bis 9 Uhr morgens moderiert. Sie deckt ein breites Nachrichtenprogramm ab, das nationale und internationale Angelegenheiten, Hochland- und Inselthemen sowie Themen, die speziell den Gàidhealtachd betreffen, umfasst.
- Aithris an Fheasgair – Lokale und nationale Nachrichten von 17:00 - 17:30 Uhr.

#### Aktuelle Themen und Drivetime
- Naoi gu Deich – Tagesaktuelles Programm mit Gesprächen, Diskussionen, Kultur und Lifestyle. Moderiert von Cathy MacDonald (Mo – Do) und Maureen MacLeod (Fr).
- Feasgar – Mittagssendung mit Nachrichten, Diskussionen, Musik und Unterhaltung, moderiert von Niall Iain MacDonald und Emma Lamont.
- Siubhal gu Seachd le Pluto – Sendung zur Tageszeit mit Musik, Unterhaltung und den neuesten Sportnachrichten mit Derek 'Pluto' Murray.

#### Musiksendungen
- A' Mire ri Mòir – Moderiert von Mòrag Dhòmhnallach. Traditionelle gälische Musik und allgemeine Unterhaltung.
- Caithream Ciùil – Tägliches Nachmittagsprogramm mit keltischer Musik und Interviews, präsentiert von Mairead MacLennan und Seonag Monk.
- Fàilte air an Dùthaich (Willkommen auf dem Land) – Country-Musik von Ness bis Nashville, präsentiert in 10-wöchigen Blöcken im Wechsel von Marie Matheson und Anne Sinclair.
- Mac'illeMhìcheil – Wöchentliche Sendung mit gälischer und Country-Musik, präsentiert von Iain Mac'illeMhìcheil mit seinen Gästen aus dem Studio in Glasgow.
- Na Dùrachdan – Musikwunschsendung, in der Hörer per Telefon, Internet und E-Mail Liederwünsche äußern können.
- Rapal – Sendung, die sich neuer Musik widmet, darunter Rock, Pop und Indie, und derzeit von Megan MacLellan jeden Dienstag zwischen 19.00 und 21.00 Uhr präsentiert wird.
- Mo Chuairt Chiùil – Ein Blick auf die Lieder und Musik, die den Gast der Woche beeinflusst haben.

#### Andere Programme
- SpeakGaelic – Bildungsprogramm für Gälischlernende, moderiert von Joy Dunlop, John Urquhart und Calum MacLean.
- Dèanamaid Adhradh – Wöchentliches religiöses Programm.
- Spòrs na Seachdain (Sport der Woche) – Wöchentliches Sportprogramm. Sie sendet lokale, nationale und internationale Sportnachrichten mit John Morrison. Die Sendung wird vom Pacific Quay in Glasgow aus präsentiert. Zu den Gästen gehören häufig Derek Murray, der ehemalige Eòrpa-Reporter und Spòrs-Kommentator Derek Mackay und Ailig O'Henley.